# Austria ai Giochi della XVI Olimpiade
L'Austria ha partecipato ai Giochi della XVI Olimpiade che si sono svolti a Melbourne dal 22 novembre all'8 dicembre 1956 e a Stoccolma dall'11 al 17 giugno dello stesso anno (solo per gli eventi equestri) con una delegazione di 34 atleti, di cui 5 donne, impegnati in 12 discipline, aggiudicandosi 2 medaglie di bronzo.

## Medagliere

### Per discipline
| Sport       | Oro | Argento | Bronzo | Totale |
| ----------- | --- | ------- | ------ | ------ |
| Canoa/kayak | 0   | 0       | 1      | 1      |
| Canottaggio | 0   | 0       | 1      | 1      |
| Totale      | 0   | 0       | 2      | 2      |

### Medaglie
| Medaglia | Atleta                             | Sport       | Evento                 |
| -------- | ---------------------------------- | ----------- | ---------------------- |
| Bronzo   | Maximilian Raub Herbert Wiedermann | Canoa/kayak | K2 1000 metri maschile |
| Bronzo   | Alfred Sageder Josef Kloimstein    | Canottaggio | Due senza maschile     |